# Иоанн Скот Эриугена
Иоанн Скот Эриуге́на (Johannes Scot(t)us Eriugena; ок. 810—877), часто сокращённо Эриуге́на или Эриге́на — ирландский философ, богослов, поэт и переводчик, крупнейший мыслитель Каролингского возрождения. Жил и работал при дворе франкского короля Карла Лысого.

## Биография
Собственным именем было Иоганн, а Скот и Эриугена указывали, как это было часто в средневековой Европе, на его происхождение — «Скот», поскольку так называли в то время всех гэлов Ирландии и Шотландии, а «Эриугена» — так как он был выходцем из Ирландии. Таким образом, «Скот» и «Эриугена», по сути, дублировали друг друга.
Вместе с другими учёными монахами вынужден был эмигрировать на континент из-за интенсивных норманнских вторжений. Помимо латыни Эриугена хорошо читал по-гречески, увлекался трудами античных и византийских философов. В середине IX века Эриугена был приглашён ко двору Карла II Лысого и занял руководящее положение в придворной школе. По приглашению реймсского архиепископа Гинкмара принял участие в теологическом споре о божественном предопределении, результатом чего стал его трактат «О божественном предопределении» (De divina praedestinatione), который был осуждён на поместных соборах в 855 и 859 годах.
С 870 — вновь в Англии, приглашённый Альфредом Великим в Оксфордскую теологическую школу, где не ужился с местными ортодоксами. Затем — аббат в Мальмсбери. Согласно легенде (рассказанной историком Вильямом Мальмсберийским) Эриугена погиб в Англии от руки своих учеников, заколотый до смерти писчими перьями.

## Творчество
Главный труд Эриугены, написанный в форме диалога трактат «О разделении природы» в пяти книгах (греч. Περὶ φύσεως, лат. De divisione naturae; ок. 862—867), представляет собой синтез латинской (Марий Викторин, Августин, Амвросий Медиоланский и др.) и греческой (Прокл) неоплатонической философских традиций. В изложении большую роль играют поэтические и риторические образы, а также аллегории.
В первой половине 860-х годов Эриугена перевёл на латынь все сочинения Псевдо-Дионисия Ареопагита (в том числе откомментировал его трактат «О небесной иерархии»), труды Максима Исповедника «Ambigua ad Iohannem» (К Иоанну — о трудных местах <у Григория Богослова>) и «Вопросы и ответы к Фалассию», а также трактат «Об устроении человека» Григория Нисского. Эриугена также автор ценных комментариев к сочинению «О бракосочетании Филологии и Меркурия» Марциана Капеллы, «Грамматики» Присциана и других античных трудов.
В 870—871 гг. написал гомилию на пролог Евангелия от Иоанна, в которой богословское толкование сочетается со стилистикой художественной прозы. Чрезвычайно популярная вплоть до XVIII века, эта гомилия во многих рукописях приписывалась Оригену.
Стихи Эриугены (сохранилось около 40) наполнены реминисценциями из Псевдо-Дионисия. В них встречаются строки, написанные по-гречески, отдельные греческие слова в оригинальной орфографии или в латинской транскрипции.
Густаво Пьемонт (Gustavo Piemonte) выдвинул предположение, что автором «Opus Imperfectum in Matthaeum» мог быть Иоанн Скот Эриугена
.

## Учение

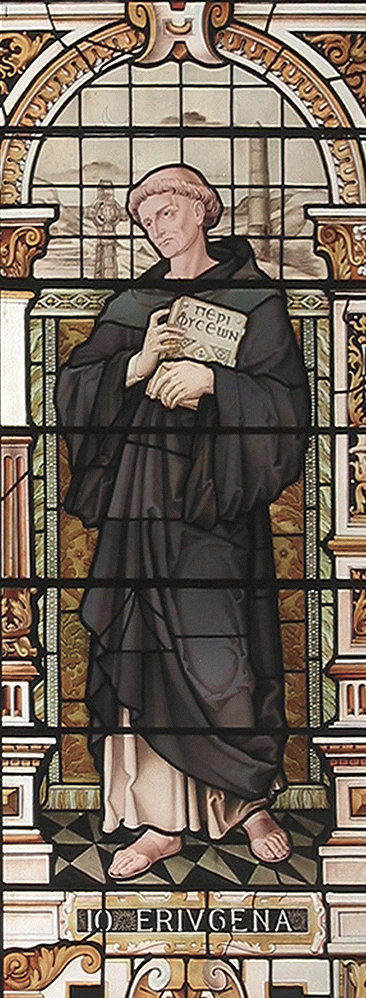
Иоанн Скот Эриугена. Витраж в часовне колледжа Эммануила, Кембридж (1884). «Эриугена изображен здесь в одежде бенедиктинского монаха, держа книгу De divisione naturae. Позади него, на фоне ночного неба, видна высокая узкая колокольня и кельтский монументальный крест, характерный для ирландской церкви его времени».

Эриугена, считающийся одним из первых схоластов и отцом этого течения, с самого начала закладывает в это направление идеи, вытеснение которых на периферию, искажение, опровержение и даже анафематствование станут магистральной линией позднейшей схоластики, хотя освободиться от этого фундаментального импульса схоластической традиции так до конца и не удастся.
Прежде всего Эриугена настаивает на том, чтобы отказаться от доминации латыни в вопросах теологии и обратить основное внимание на греческие тексты, греческую философскую традицию (в первую очередь неоплатоническую), греческих святых отцов и восточное православное богословие, особенно на его мистическую и аскетическую составляющие. Это облегчалось тем, что в этот период формально европейский Запад сохранял ойкуменическое единство христианского мира, будучи частью греко-римского патристического круга. Если Карл Великий приветствовал распространение при дворе латинской учёности, призывая клириков и философов использовать исключительно латынь, Эриугена при дворе внука Карла Великого настаивает на преобладании греческого языка и греческой философии.
Своим учением Эриугена предвосхитил появление более поздних, немецких (рейнских) мистиков, заложивших основу германской философской идентичности с опорой на неоплатонизм и апофатическую хенологию. За несколько столетий до Майстера Экхарта аналогичный путь предложил Эриугена при дворе Карла Лысого, продолжив традиции восточно-христианской мистики и неоплатонизма.
В главном труде «О природах» Иоганн Скот Эриугена излагает основы своей версии неоплатонического толкования. Для этого он строит свою терминологическую модель, в которой базовые понятия христианской теологии — в частности, идея творения — соотносятся с топикой открытого платонизма (апофатической хенологии, развёрнутой у Плотина, Прокла и Дионисия Ареопагита). Особенностью метафизического языка Эриугены является то, что он толкует латинское слово natura как греческое φυσις, но понимает под этим не столько «природу» как вещественное сущее, не столько сущее как таковое, не столько даже бытие, esse, но начало, греческое αρχη, которое может мыслиться и онтически, и онтологически, и хенологически. С учётом этой поправки теория Эриугены становится кристально ясной. Важно, что в латинской теологии, начиная с бл. Августина, при трактовке Троицы преимущественно использовались термины «одна природа» (una natura или una substantia) и «три Лица» (tres personae), тогда как у греков, после каппадокийцев, сложилась устойчивая традиция говорить об одной сущности, едином существе (μια ουσια) и трёх ипостасях (τρια υποσταση), хотя подчас использовались и эквиваленты латинских понятий. Однако Эриугена предпочитает говорить о «природе» (на латыни natura), оставляя, тем не менее, греческий термин φυσις и вынося его в название своего монументального труда, причём во множественном числе (φυσεις). Тем самым строится тонкая теологическая игра греко-латинских терминов, с помощью которой Эриугена стремится передать сложнейшую гамму метафизических смыслов. На это обращает внимание В. Байервальтес, подчёркивая у Эриугены метод «двойного созерцания» (duplex theoria), с помощью которого преодолевается схематическая ограниченность языка. Греко-латинские пары представляют собой пример такого duplex.
Эриугена выделяет четыре naturae, «природы», соответствующие четырём фундаментальным моментам его оригинальной метафизики:
• natura creans et non creata (творящее нетварное начало),
• natura creans et creata (творящее тварное начало),
• natura non creans et creata (нетворящее сотворённое начало),
• natura non creans et non creata (нетворящее несотворенное начало).
Эти инстанции можно соотнести с четырьмя причинами Аристотеля:
• творящее нетварное начало — causa efficiens,
• творящее тварное начало — causa formalis,
• нетворящее сотворённое начало — causa materialis,
• нетворящее несотворенное начало — causa finalis.
Каждое начало Скот Эриугена подробно истолковывает в отдельном разделе своего труда «О природах» (Περι φυσεων) или «О разделении природ» (Περι διαιρεσεως Φυσεως; De Devisione Naturae). Всего в книге 5 разделов. Первый, второй и третий посвящены трём первым началам, между которыми постулируется диалектический переход (transitus), исход творящих импульсов от Бога телесному миру через уровень идей (форм). Четвёртый и пятый разделы описывают процесс возврата (reditus, reversio, restitutio in integrum, recapitulatio, adunatio): телесный человек поэтапно возвращается к истоку, вбирая тело в душу (тело воскресения), душу в дух (или разум), и далее, в мир причин, а оттуда — в тёмную бездну апофатического божества.
Вся схема четырёх природ представляет собой не статическую картину, а диалектическую динамику метафизического процесса. Первой инстанцией выступает «творящее нетварное начало», то есть Бог. Здесь Бог есть преимущественно Творец, Он обращён Лицом к творению. И как таковой Он и воспринимается мышлением, когда оно задаёт самому себе и традиции вопрос о причине. Бог, таким образом, становится не только Богом Откровения, но и Богом философии, поскольку Он в одинаковой степени необходим человеку — и в религиозном, и в интеллектуальном смысле. Первая природа, соответственно, мыслится как апофатическое божество в теологии и церковном догмате, и как сверхбытийное Единое (en) неоплатоников, первопричина сущего в чистой метафизике, как источник бытия, предшествующий бытию. Религия, философия и онтология для Иоганна Скота Эриугены представляют собой, таким образом, три стороны единого процесса. Полноценное духовное существо, человек именно в силу своей разумности рано или поздно задаёт вопрос о причине происхождения самого себя и окружающего его мира. И мысль в поисках истока восходит к этому абсолютному началу. Откровение здесь не противоречит философии, метафизике и космологии. У того, что есть, должна быть причина. Её необходимость вытекает из самого факта осмысленного наличия, а Откровение и религия полностью подтверждают это фундаментальное заключение разума. «Творящее нетварное начало» — Бог — необходимо со всех точек зрения, когда мы экзистенциально фиксируем себя самих внутри сотворённого (явленного) мира как мыслящее сущее.
Вторая инстанция «творящее тварное начало». Это — уже сугубо платоническая инстанция. Иоганн Скот Эриугена понимает под ней область ума, νους, ноэтический мир, состоящий из идей, парадигм. Это также — «Небесный Град» бл. Августина. Представление о нём мы получаем путём разделения нетварного начала, Бога-Творца и первых сотворённых им эйдосов-архетипов. К этому уровню относятся небесные иерархии «Ареопагитик», ангельские миры. В «творящем тварном начале» сосредоточена вся полнота твари в её парадигмальном состоянии, включающая в себя все возможности последующего деления (divisio) и все эйдетические цепочки сущего. Это область родов. По Эриугене, всеведение Бога состоит в созерцании этого плана бытия, где все вещи представлены в родовом идеальном виде. В этой второй инстанции апофатический Бог (катафатически) творит сам себя как бытие и мыслит себя, созерцая как в отражении, поскольку в чисто апофатическом состоянии есть только одна бездна пред-бытия, которая не может быть познана. Отсюда вытекает важнейшее для последующего спора об универсалиях заключение Эриугены и всего неоплатонического направления схоластики: Бог знает всё, но это всё заключено в родах, к которым дальнейшие членения — виды и индивидуумы (атомы, особи) не добавляют принципиально ничего нового. Тварность этого второго момента уже заключает в себе всё то, что было, есть, будет и может быть. Это тварная (но ещё и творящая) вечность, сходная с фигурой Святой Софии, Премудрости Божией. Тем не менее этот тварный момент не есть сам Бог, который сущностно един и предшествует проявлению. Всё содержание здесь от Бога и ничего само по себе. Но всё же это уже сфера множества, а не единого, что также точно соответствует единому-многому (εν πολλα) из второй гипотезы платоновского «Парменида».
Важно, что отношение natura creans et non creata к natura creans et creata представляет собой именно момент процесса, transitus, исход, переход. Мыслить ни первое, ни второе отдельно друг от друга нельзя. Нет чистого ничто, апофатического Бога, Единого, но нет и твари без Творца. Если вычесть из второй природы (творящей и тварной) первую, она перестанет быть чем бы то ни было, превратившись в ничто; но если лишить первую природу (нетварную и творящую) второй, то она будет неизвестной ни для себя самой, ни для другого. Поэтому обе природы суть моменты неразделимой диалектики, полностью совпадающей с диалектикой единого многого в неоплатонической философии. Это чрезвычайно важно, поскольку с самого начала придаёт метафизике Эриугены действенный динамический характер. Здесь снова можно вспомнить о двойном созерцании (duplex theoria). Попытка сделать объектом созерцания строго только одну из этих двух природ, то есть, применив в любой из них метод логического тождества и акривии (строгости, однозначности, жёстко фиксированного тождества А=А и не равно не-А), приведёт к абсурду и утрате объекта созерцания. Они должны мыслиться обязательно вместе, причём «икономически» или «риторически» — одно всегда подразумевает другое, хотя и не утверждает этого эксплицитно. Созерцая ангельские иерархии (тварные и творящие), мир идей, небо и рай, мы видим в них Творца, Который, однако, не есть то, что мы созерцаем. Но обращая взор к самому Творцу, мы не видим ничего («Бога не видел никто никогда» — Ин. 1:18), но из Его бездны изливается свет Софии, образуя «Небесный Град», где каждый луч, каждый элемент есть род и идея.
Третья инстанция «нетворящее сотворённое начало» — это мир и человек, как они экзистируют на феноменологическом уровне. При этом внутри данного метафизического и онтологического среза дистинкции родов переходят к дистинкциям видов и индивидуумов. Уровень разделения повышается, всё более различая частности внутри цельности — вплоть, в пределе, до утраты цельности. Очень важно, что в таком понимании divisio как принципиальной функции сознания и, параллельно, онто- и космогенеза мы имеем всегда лишь открытый процесс индивидуации, а не вещь как нечто завершённое и данное. Вещь, res и, соответственно, «реальность» есть не нечто индивидуальное, но нечто творимое, момент процесса (transitus). Creata надо понимать как созидаемую, создаваемую, творимую вещь, а не созданную, сотворённую. Индивидуального нет, есть индивидуация. И будучи открытым процессом, индивидуация не имеет остановки, она вполне может следовать в своём разделении divisio всё дальше и дальше, всегда релятивизируя очередную инстанцию, выступая всякий раз снова как вид в отношении индивида. Эта структурная особенность лишает тварный мир его имманентного предела. Предоставленный самому себе, в отрыве от творящего идеального начала, мир никогда не станет фиксированной раз и навсегда действительностью, но будет продолжать рассеиваться и дробиться всё дальше и дальше в процессе оптической энтропии, постепенно всё больше и больше растрачивая могущество творящего импульса, который принадлежит не ему самому, а предыдущей инстанции — «творящему тварному началу», но и не ему собственно, а ему как промежуточному выражению «творящего нетварного начала», то есть апофатического Бога. В этом смысле идеи Эриугены можно сопоставить с позицией радикального идеализма в споре об универсалиях — universalia ante rem, но с той лишь оговоркой, что res, вещь здесь не мыслится как нечто раз и навсегда фиксируемое, а как структурный момент процесса онтологического и логического divisio. Поэтому universalia, то есть идея, должна, в свою очередь, мыслиться не как «вещь» высшего порядка, а как непрерывный процесс теофании. Universalia и res здесь оказываются двумя условными полюсами диалектического и теофанического акта divisio, в ходе которого universalia становится res (вещью), но всегда только становится и никогда не может стать до конца. Сама же вещь — онтологически и логически — в свою очередь, никогда не только вещь, но всегда немного и universalia, в той мере, в какой она просто исходит из…, но и возвращается к… Именно поэтому платонизм Эриугены вполне может сочетаться с корректно истолкованным — то есть понятым как феноменология начала — аристотелизмом, и соответственно, с реализмом позднейших томистов. В более широком контексте неоплатонизм как открытый апофатический платонизм отнюдь не исключает Аристотеля, но включает его в себя как имманентную сторону своего тотального учения, возвращая ему изначальное феноменологическое значение. Таким образом, надо рассматривать «творящее тварное начало» (natura creans et creata) и «нетворящее сотворённое начало» (natura non creans et creata) не как строго различные сущности, но снова как структурные компоненты единого процесса. Кроме того, в этот процесс включается и первая инстанция «творящее нетварное начало» (natura creans et non creata), то есть Бог, что превращает онтологический и космологический процесс в сплошную теофанию. Бог не нисходит до мира и человека, но выступает как основание мира и человека, без которых их не было бы ни эйдетически, ни феноменологически; ведь чтобы divisio было действенным, оно должно иметь то, что будет этому различению подвергаться. Если использовать неоплатонические термины, то можно сказать, что на каждом из трёх уровней, выделяемых Эриугеной, единство представлено следующим образом:
1) natura creans et non creata (творящее нетварное начало) генада (ενας)
2) natura creans et creata (творящее тварное начало) идея (ιδεια)
3) natura non creans et creata (нетворящее сотворённое начало эйдос (ειδος) и индивидуум, особь (ατομος, ιδιος)
Эти три уровня представляют собой развёрнутый процесс исхождения (προοδος) космологии и онтологии. Выявление этих инстанций и их корректное соотнесение исчерпывает возможности divisio. Это исчерпание, а точнее, острое осознание того, что процесс divisio схвачен целиком — причём в своей имманентной открытости, так как он может технически продолжаться до бесконечности, поскольку у феномена нет феноменологического предела, он просто переходит в другой феномен (как шёпот природы), пробуждает в человеке новую способность, которую Эриугена называет «анализом», analysis.
Здесь мы подошли к принципиальному метафизическому вопросу: когда начинается возврат, то есть где конец третьего момента? Это фундаментально, поскольку имманентным образом природа сотворённая и нетворящая (natura non creans et creata) дробима до бесконечности, то есть не имеет нижнего предела. Этим пределом является ничто, которое недостижимо, поскольку любая раздроблённость может быть раздроблена ещё больше. Возврат (reversio) начинается не там, где достигается нижний предел исхода (transitus), но, напротив, нижний предел достигается там, где начинается возврат. То, что человеческое сознание схватывает как предел удаления от Бога, и есть этот предел; а не наоборот. Если двигаться за имманентной логикой развёртывания серий дробления, никакого предела достичь невозможно; ожидание мессии будет длиться и длиться до бесконечности. Но он приходит внезапно, когда человек неожиданно и со всей абсолютностью схватывания всех трёх моментов диалектики осознаёт, что настал момент великого возвращения. Таким образом, эсхатологический момент конца и апофатический рывок не содержатся в ткани третьей природы в строгом (логическом) её толковании, не записаны в неё. Он вычисляется общим метафизическим созерцанием всей полноты трёх природ, через «двойное созерцание» (duplex theoria), а ещё точнее, через «тройное созерцание» (triplex theoria). Когда человек метафизически видит Бога как Творца идей, а идеи (ангельские иерархии) проступают сквозь дробные фрагментации феноменального мира, происходит «конец света», настаёт «момент возвращения».
Этот момент у неоплатоников (Прокл) назван επιστροφη, и на нём восточные отцы, в частности, Максим Исповедник, ставят главный акцент при истолковании самой сути христианства. Христос, Его Вочеловечивание, Его Пришествие, Его Евангелие, Его Крестная смерть, Его Воскресение и Его Вознесение и есть «великое возвращение» твари к Творцу.
Проследив всю цепочку космо-, онто- и антропогенеза, христианский философ делает следующий — фундаментальный — жест. Это — радикальный поворот онтогенетического процесса в обратную сторону, kehr немецкого мистика Генриха Сузо. Но цель этого обращения, по Эриугене, не просто пройти всю цепочку в обратном направлении, — от «нетворящего тварного начала» к «творящему тварном началу» и к «творящему нетварному началу», Богу, — но совершить внезапный скачок по ту сторону всего этого процесса, чтобы зайти к Богу с другой стороны, со стороны Его апофатического измерения, где Он предстаёт не тем Лицом, которое обращено к творению (наблюдение его исчерпывает катафатические возможности divisio), но к Нему Самому, в Его апофатическом нетворящем самотождестве. Здесь мы подходим к радикальной апофатике, к апофатической эсхатологии Иоганна Скота Эриугены. Эриугена в четвёртом и пятом разделах труда «О природах» подводит к тому, что возврат происходит не к Богу-Творцу, Который всегда творит, а следовательно, центробежно помещает в мир феноменов всё, что оказывается под могуществом и властью Его абсолютной силы, но к апофатической ночной тишине, к нетворящему вечно равному самому себе измерению Единого. Майстер Экхарт назовёт это «глубиной Божества». Всё творение в таком случае становится пропедевтикой обращения к нетварному и нетворящему, развёрнутым уроком апофатики, необходимым лишь для того, чтобы на пределе осмысления всех возможностей divisio, мышление человека перешло к «анализу» (в терминологии Эриугены), то есть к апофатическому рывку в божественную бездну. Бог, к Которому возвращаются, открывается с иной стороны, чем Бог, который творит, от Которого удаляются. И в метафизической эсхатологии Эриугены возвращение важнее исхождения, апофатика — выше катафатики, а четвёртая инстанция представляет собой цель, тогда как первая — причину. В этом состоит апофатическая эсхатология Эриугены, венчающая собой традицию всего христианского неоплатонизма.
Из этого глобального философского видения вытекают и прикладные вопросы философского и богословского характера, рассматриваемые Эриугеной в отдельных тематических работах. Так, его представление о Провидении строится на том, что Бог абсолютно благ и в акте творения, и в акте спасения людей и мира, а грехи и наказания суть проекции человеческой неспособности или нежелания обратить своё сознание к основам мира, к Богу и постичь Его благость и идеальное устроение. Показательно, что в таком понимании всякий дуализм снимается, и через обращение к апофатической эсхатологии обосновывается оптимистический взгляд на мир, историю, человека и т. п. Ад, грех и наказание — это лишь человеческая глупость, то есть добровольно выбранное человеком направление как антитеза своему естественному — то есть божественному! — предназначению. Этим Эриугена опровергает учение схоласта Гротескалька, учившего о существовании «двух предназначений» — одного для праведников, другого для грешников.
Философы Шартрской школы составили лагерь сторонников «идеализма» в споре об универсалиях, однозначно настаивая на том, что идеи имеют самостоятельное полноценное бытие, предшествуя и логически, и онтологически появлению материальных вещей. Это и выразилось в формуле: universalia ante rem. В некоторых классификациях «идеализм» помещают в общее определение «реализма» в оппозиции номинализму, так как и «идеалисты-платоники» и «реалисты-аристотелианцы» (в первую очередь томисты), в отличие от номиналистов, признают онтологический статус категорий (универсалий) и их бытие.

## Рецепция
Эриугену называют «первым отцом схоластики», а также «Карлом Великим схоластической философии». Если Карл Великий в начале Средних веков объединил светскую монархию и церковную иерархию, то Эриугена создал всеобъемлющую, единую систематическую философскую систему, которая разрабатывалась последующими поколениями.
Глубина и радикальность взглядов Эриугены, изложенных в его сочинении, не были поняты современниками. Однако сам мыслитель не совсем удачным использованием термина natura вместо esse, ens или essentia дал повод к этому. В 1050 труд «О разделении природы» был осуждён папой Львом IX как ересь. Затем в 1210 г. он же был осуждён на очередном поместном Парижском соборе. Когда позже обнаружилось опасное влияние книги, она была сожжена по указу Гонория III в 1225 году и внесена в Индекс запрещённых книг в 1684 году.

## Сочинения
Издания:
- Annotationes in Marcianum, ed. C. Lutz. — Cambridge (Mass.), 1939.
- Commentarius in Evangelium Iohannis, ed. E. Jeauneau. — Paris, 1972.
- Expositiones in Ierarchiam coelestem, ed. J. Barbet. — Turnhout, 1975.
- De divina praedestinatione, ed. G. Madec. — Turnhout, 1978.
- Maximi Confessoris Ambigua ad Iohannem iuxta Johannem Scottum Eriugenam latine interpretationem, ed. E. Jeauneau // Corpus Christianorum Series Graeca 18 (1988).
- Carmina, ed. M. W. Herren // Scriptores Latini Hiberniae XII. — Dublin, 1993.
- Periphyseon, ed. I.P. Sheldon-Williams, E. Jeauneau, J.J O’Meara et al.// Scriptores Latini Hiberniae. — Dublin, 1978 (lib.I), 1983 (lib.II), 1981 (lib.III), 1995 (lib.IV) (лат. критическое издание с параллельным английским переводом).

Переводы:
- Иоанн Скот Эриугена. Фрагменты из «О божественном предопределении» // Знание за пределами науки. — М., 1996.
- Иоанн Скот Эриугена. Перифюсеон («О природах»), из кн. 1. // Философия природы в античности и в Средние века. — М., 2000.
- Иоанн Скот Эриугена. Перифюсеон («О природах»), из кн. 3. // Средние века. — М., 1994. — Т. 57; 1995. — Т. 58.
- Иоанн Скот Эриугена. Гомилия на Пролог Евангелия от Иоанна. — М., 1995.
- Иоанн Скот Эриугена. Поэзия // Памятники средневековой латинской литературы IV—IX вв. — М., 1970.
- Эриугена Иоанн Скотт. Перифюсеон, или о разделении природы // Вопросы философии. — 2000. — № 1. — С. 147—160.